# Ariel Mild
Ariel Matias Mild (ur. 8 lutego 1976) – argentyński zapaśnik walczący w obu stylach. Zajął piąte miejsce na igrzyskach panamerykańskich w 1999. Siódmy na mistrzostwach panamerykańskich w 1998. Srebrny medalista igrzysk Ameryki Południowej w 2002 i brązowy w 1998 roku.